# Vattentorn i Lunds kommun
Lista över vattentorn i Lunds kommun:

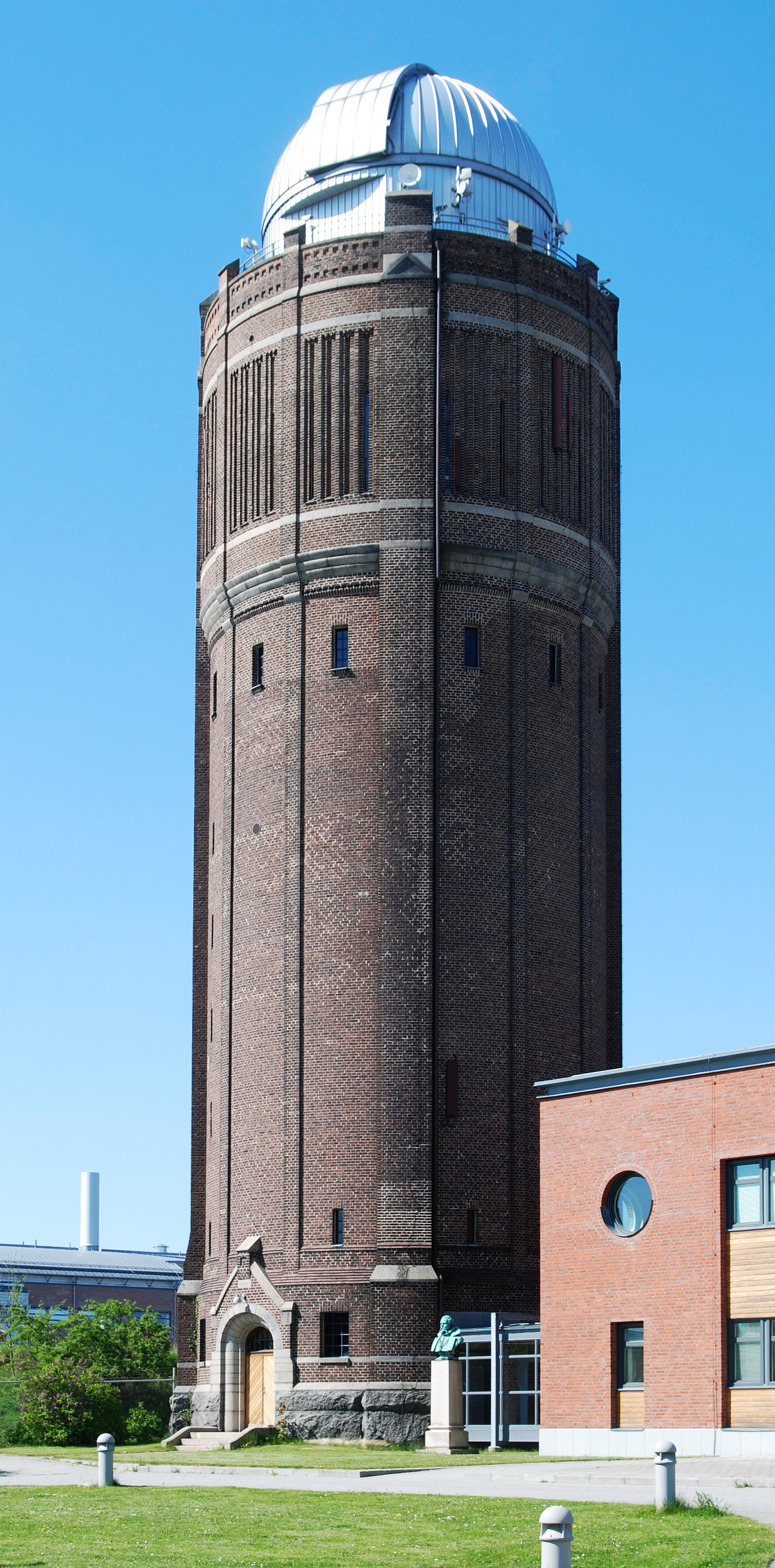
Gamla vattentornet.

| Nr | Namn                  | Adress            | Ort   | Höjd (m) | Volym (m³) | Anm                                 | Koordinater                                         |
| -- | --------------------- | ----------------- | ----- | -------- | ---------- | ----------------------------------- | --------------------------------------------------- |
| 1  | Gamla vattentornet    | Sölvegatan        | Lund  | 34       | 550        | Taget ur bruk, numera observatorium | 55°42′42.3″N 13°12′14.4″Ö / 55.711750°N 13.204000°Ö |
| 2  | Nya vattentornet      | Östra Torn        | Lund  | 28       | 9 000      | Invigt 1975 på stadens högsta punkt | 55°43′4″N 13°13′36″Ö / 55.71778°N 13.22667°Ö        |
| 3  | Sankt Lars vattentorn | S:t Lars          | Lund  | >20      | 120        | Taget ur bruk                       | 55°41′14″N 13°11′10″Ö / 55.68722°N 13.18611°Ö       |
| 4  | Vattentornet          | Norra Fäladsvägen | Dalby | 39       | 2 × 1 200  | Klart 1978                          | 55°40′15.1″N 13°21′32.5″Ö / 55.670861°N 13.359028°Ö |